# Guiorgui Kanteladze
Guiorgui Kanteladze (en georgiano: გიორგი კანთელაძე; 24 de abril de 1996) es un deportista georgiano que compite en remo. Ganó una medalla de plata en el Campeonato Europeo de Remo de 2025, en la prueba de dos sin timonel ligero.

## Palmarés internacional
| Campeonato Europeo | Campeonato Europeo | Campeonato Europeo | Campeonato Europeo     |
| Año                | Lugar              | Medalla            | Prueba                 |
| ------------------ | ------------------ | ------------------ | ---------------------- |
| 2025               | Plovdiv (Bulgaria) | Medalla de plata   | Dos sin timonel ligero |